# Tombe la neige
Tombe la neige (фр. Падає сніг) — пісня бельгійсько-італійського автора і виконавця Сальваторе Адамо (1963). Випущена як сингл у жовтні 1963 року й увійшла до однойменного альбому Adamo. Пісня стала справжнім світовим хітом того часу, а також «візитною карткою» автора, який виконував її не тільки з оригінальним французьким текстом, але і зі словами іншими мовами. Існують зокрема тексти італійською («Cade la neve»), іспанською («Cae la nieve»), японською («Yuki ga Furu»), турецькою («Her yerde kar var»), нідерландською («Als de sneeuw valt»), російською («Падает снег»), українською («Пада сніг»).

## Історія
Сальваторе Адамо завершив роботу над піснею 1963 року та запропонував її продюсерам. Незважаючи на їхні поради дочекатися зими, виконавець вирішив випустити трек улітку 1963 року. Уже наступного року композиція стала хітом у Бельгії та Франції, відкривши шлях Адамо на широкі європейські та азійські ринки.
Пісня виконана в мінорному варіанті та вирізняється мелодійним мотивом, який нагадує народні мелодії Сицилії та Неаполя. Структура тексту побудована за принципом п'яти- та семистопного вірша, що віддалено перегукується з японським хайку.
У Японії сингл 1971 року розійшовся накладом понад 475 тис. копій, увійшовши до топ-20 найпопулярніших зарубіжних виконавців на японському музичному ринку. 
Пісня звучала у кількох європейських фільмах, зокрема «Надновий заповіт» та «Школа хороших дружин».

## Кавер-версії
- 1969 — Даніеле Відаль, альбом L'amour est bleu.
- 1971 — Поль Моріа, інструментальна версія, альбом Tombe la neige.
- 2008 — дует з Лораном Вульзі, альбом Le bal des gens bien.

## Текст
| Оригінальний текст: Tombe la neige Tu ne viendras pas ce soir Tombe la neige Et mon cœur s´habille de noir Ce soyeux cortège Tout en larmes blanches L´oiseau sur la branche Pleure le sortilège Tu ne viendras pas ce soir Me crie mon désespoir Mais tombe la neige Impassible manège Tombe la neige Tu ne viendras pas ce soir Tombe la neige Tout est blanc de désespoir Triste certitude Le froid et l´absence Cet odieux silence Blanche solitude Tu ne viendras pas ce soir Me crie mon désespoir Mais tombe la neige Impassible manège. | Український варіант (з французької переклав Володимир Книр): А сніг все пада… Мила, де ж ти є? В цю ніч снігопаду тужить серце моє. Цей сніжний кортеж з ходою сумною… І тужить зі мною птах на дереві теж. Ти вже точно не прийдеш. Я — в зажурі. Де ж ти? Де ж?.. А сніг все пада, так тихо й лапато. Цей сніг все пада, а ти все не йдеш. І ніч снігопаду — у розпачі теж. Реальність печальна… Порожнеча і тиша… Незносне мовчання… А могла бути ти ж… Але ти вже не прийдеш. Розпач мій не знає меж. А сніг все пада, тихо так й лапато. |

## Чарти
| Чарти (1963—1971)              | Найвища позиція |
| ------------------------------ | --------------- |
| Бельгія (Ultratop 50 Flanders) | 2               |
| Бельгія (Ultratop 50 Wallonia) | 1               |
| Франція (IFOP)                 | 8               |
| Італія (Musica e dischi)       | 21              |
| Японія (Oricon)                | 3               |